# Niklas Eneblom
Niklas Eneblom, född 11 november 1964 i Arvika östra församling, är en svensk serietecknare och konstnär.
Eneblom studerade vid Kyrkeruds estetiska folkhögskola 1987-1988, KV konstskola i Göteborg 1988-1989, Hovedskous målarskola i Göteborg 1989 och Konsthögskolan Valand i Göteborg 1990-1995 samt videokonst på Valand 1997. Tillsammans med Johan Zetterquist och Ola Åstrand genomförde han utställningen Tre hjärtan på Mölndals konsthall och han har medverkat i samlingsutställningarna X-värmlänningar på Prostgårdslagårn i Torsby, Arvika Konsthall, Värmlands Nation i Uppsala, Zetterquist och Göran på Galleri Grythyttan, Arvikafestivalen, Sekel möter sekel på Värmlands museum och Repliker på Galleri 54 i Göteborg. Separat har han ställt ut på bland annat Galleri Rotor i Göteborg, Bergrummet på Konstepidemin i Göteborg och Galleri Magnus Karlsson i Stockholm.
Eneblom är representerad vid Västerås konstmuseum och Göteborgs konstmuseum.